# Witold Skórzewski
Witold Stefan Bolesław Skórzewski herbu Drogosław (ur. 26 grudnia 1864 w Würzburgu, zm. 30 grudnia 1912 w Czerniejewie) – polski arystokrata, I ordynat na Łabiszynie, hrabia.

## Życiorys
Pochodził z linii osiadłej w dobrach Czerniejewo-Radomice. Syn hrabiego Zygmunta i hrabianki Konstancji Potulickiej córki właściciela Obór Kaspra Potulickiego i Teresy Konstancji z Mielżyńskich.
W 1903 roku jego dalszy wuj, Leon Skórzewski założył w swych dobrach łabiszyńskich ordynację rodową, a prawa do niej przekazał właśnie Witoldowi, pomijając tym samym swojego brata Kazimierza. Witold objął w zarząd nowo powstałą ordynację już w 1903 roku. Podczas gdy jego brat Włodzimierz gospodarował w Czerniejewie, on sam przeniósł się do Łabiszyna.
26 lipca 1892 roku w warszawskiej bazylice św. Krzyża ożenił się z księżniczką Marią Radziwiłł. Z tego małżeństwa urodziło się troje dzieci: Maria Adolfowa Bnińska (1893-1972), Zygmunt Włodzimierz Skórzewski (1894-1974) i Karol Skórzewski-Ogiński (1897-1977).
Zginął na polowaniu, przebywając na zaproszenie swojego brata Włodzimierza w Czerniejewie. Ordynatem łabiszyńskim został po nim jego syn Zygmunt, który po śmierci stryja Włodzimierza objął w posiadanie ordynację czerniejewską. W ten sposób obie rodowe posiadłości znalazły się w jednym ręku. Pochowany w Łabiszynie.

## Konstancin
W 1897 roku został egzekutorem testamentu właścicielki Obór Marii Grzymała-Potulickiej (siostry matki). Poleciła ona sprzedaż fragmentu lasu i podział uzyskanych środków pomiędzy spadkobierców. Skórzewski wraz ze swoim stryjem hrabią Mielżyńskim, na tym terenie postanowił utworzyć oparte na zachodnich wzorcach letnisko Konstancin, które nazwał na cześć swojej matki. 
Rozparcelowano las tworząc na jego terenie działki pod domy letniskowe oraz przestrzeń wspólną w skład której weszły dwa parki - Zakładowy i Grapa, budynki użyteczności publicznej (restauracja, stacja kolejki wilanowskiej i wieża wodociągowa). Dla realizacji planów letniska w 1900 roku Skórzewski powołał Towarzystwo Akcyjne Ulepszonych Miejscowości Letniczych.
Letnisko przyciągało ówczesne elity finansowe, arystokratyczne i kulturalne z pobliskiej stolicy.
Dla uczczenia założyciela, jego imieniem nazwano Park Zdrojowy.